# La P'tite Gayole
La P'tite Gayole est une chanson en langue wallonne écrite par l'auteur et acteur jumétois Oscar Sabeau (1887-1941), probablement dans l'Entre-deux-guerres,. Quoique d'invention récente, elle est considérée comme faisant partie du répertoire traditionnel.
Elle a été grandement popularisée par Julos Beaucarne, qui la reprend en 1981, au point d'être considérée comme la chanson en wallon la plus connue et d'être qualifiée d'« hymne wallon »,,,.
Il s'agit d'une chanson érotique, basée sur un euphémisme sexuel, la gayole (cage) et le canari désignant les organes génitaux féminin et masculin.
Originellement composée en wallon de Jumet, une variété d'ouest-wallon, elle a été adaptée dans le parler d'autres localités.

## Paroles
| Elle me l'avait toudi promi È'n belle petite gayole Elle me l'avait toudi promi È'n belle petite gayole Pour mettre em' canari Troulala, troulala, troulalalalère... Quand l'canari saura t'chanter Il ira vir les filles Quand l'canari saura t'chanter Il ira vir les filles Pour apprendre à danser Troulala... On dit qu'les Namurois sont lents Mais quand ils sont dedans On dit qu'les Namurois sont lents Mais quand ils sont dedans Ils y sont pour longtemps Troulala... M'canari cantoi toudi Mon dieu que chu bé mi M'canari cantoi toudi Mon dieu que chu bé mi Dans cette p'tite gayole ci Troulala... Elle me l'avait toudi promi È'n belle petite gayole Elle me l'avait toudi promi È'n belle petite gayole Pour mettre em' canari Troulala... |

### Couplet en breton
Couplet en breton rajouté par Gérard Jaffrès
Ce couplet n'est quasiment jamais chanté en Belgique n'étant pas écrit dans la langue de la région et ne faisant pas partie du folklore. Il est dès lors peu connu du grand public.
| Ya prometed e voa din Eur gaoued bihan vrao Ya prometed e voa din Eur gaoued bihan vrao Evit va labousig Eur gaoued bihan vrao Evit va labousig |

## Reprises et adaptations

Dans la Wallonie dialectale, le wallon parlé dans la chanson est du ouest-wallon ou du wallon-picard

La P'tite Gayole a fait l'objet de nombreuses reprises, notamment par Vitor Hublot en 1985, par Gérard Jaffrès, Eric Adam…
En raison de ce succès, la chanson a également été adaptée dans plusieurs dialectes wallons, parmi lesquels le wallon namurois par René Binamé.
| Ouest-wallon | Wallon namurois |
| --- | --- |
| Èle me l'avèt toudi promis Ène bèle petite gayole Pou mèt’ èm canari Quand m'canari sèra cantér Il ira vîr les filles Leur aprinde à dinser | Èle mè l’aveut todi promis One bèle pitite gayole Po mèt’ mi canari Quand m’canari saurè tchantér Il îrè vèy lès fèyes Po-z-aprinde a dansér |

La chanson a également été adaptée en chanson d'anniversaire par Julos Beaucarne et son air est  joué chaque heure au carillon de Louvain-La-Neuve.